# Jessie Ware
Jessie Ware er en britisk singer-songwriter bedst kendt for singlen "Wildest Moments".
Hun har et samarbejde med den engelske producer SBTRKT. Debuterede i 2012 med albummet "Devotion", der inkluderede singlen "Wildest Moments", som blev en kommerciel succes for hende. Ware har udgivet i alt fem studiealbums (Devotion, Tough Love, Glasshouse, What's Your Pleasure? og That! Feels Good!), to kogebøger skrevet sammen med hendes mor Lennie Ware (Table Manners: The Cookbok; Omelette: Food, Love, Chaos and Other Conversations) og siden 2017 har hun lavet podcasten "Table Manners with Jessie Ware", hvor hun har interviewet forskellige kunstnere, såsom Kylie Minogue, Ed Sheeran og Dua Lipa. Ware har skabt hits som "Wildest Moments", "Say You Love Me" og "Alone".

## Diskografi
- Devotion (2012)
- Tough Love (2014)
- Glasshouse (2017)
- What's Your Pleasure? (2020)
- That! Feels Good! (2023)